# Hashim Amla
Hashim Mohammad Amla (Tongaat, 31 marzo 1983) è un crickettista sudafricano.

## Biografia
Hashim Amla è nato in una famiglia benestante di fede musulmana, originaria del Gujarat, egli stesso è un musulmano devoto e praticante. Ha frequentato le migliori scuole del paese prima di diventare un giocatore professionista di cricket nel 1999, seguendo le orme del fratello Ahmed.
Ha debuttato nel campionato sudafricano nei KwaZulu Natal Dolphins, che ha lasciato nel 2013 per firmare con i Cape Cobras. Approfittando dello sfalsamento dei calendari tra l'emisfero australe e quello boreale Amla, parallelamente agli impegni in patria, ha giocato anche nel County Championship del Regno Unito militando nell'Essex, nel Nottinghamshire, nel Surrey e nel Derbyshire.
Ha debuttato nel cricket internazionale in un test match contro l'India nel 2004 e da allora ha disputato 82 incontri in questa forma di gioco. 
A livello individuale è stato inserito nella lista dei finalisti del Sir Garfield Sobers Trophy per quattro anni consecutivi (2010, 2011, 2012 e 2013), senza tuttavia aggiudicarsi il premio.